# Bruno Müller (Politiker, 1883)
Bruno Müller (* 5. Dezember 1883 in Olbernhau; † 3. Juni 1960 in Karl-Marx-Stadt) war ein deutscher Politiker (SPD, KPD, SED) und Widerstandskämpfer gegen Krieg und Militarismus.

## Leben
Bruno Müller ist Sohn eines Schlossers; nach dem Besuch der Volksschule erlernte er den Beruf Tischler. Nach der Ausbildung ging er auf Wanderschaft. Von 1903 bis 1905 wurde er zum Militärdienst rekrutiert und arbeitete dann bis 1907 Tischler in Berlin. Er organisierte sich gewerkschaftlich und war ab 1905 Mitglied der SPD.
Nach weiteren Wanderjahren ließ er sich Ende 1909 in Deutschneudorf im Erzgebirge ganz in der Nähe seiner Heimatstadt nieder, wo er Bevollmächtigter des Deutschen Holzarbeiterverbandes (DHV) und Berichterstatter der Arbeiterzeitung Erzgebirgische Volksstimme wurde.
1913 zog er in die Gemeinde Blumenthal/Unterweser im Kreis Blumenthal und arbeitete auf dem Bremer Vulkan, einer Großwerft in Vegesack.
Im August 1914 wurde er als Soldat mobilisiert, weil er zu den Sozialdemokraten gehörte, die sich laut und öffentlich gegen den imperialistischen Krieg äußerten. Er wurde zum Fronteinsatz in Galizien abkommandiert. Im Juli 1915 erlitt er beim Vormarsch auf Lublin eine so schwere Verletzung, dass ein längerer Lazarettaufenthalt in Breslau notwendig wurde, wo er die Meisterprüfung in der Kunstgewerbeschule bestand. Im April 1917 wurde er von der am Kriegsschiffbau beteiligten Vulkan-Werft als Zeichner und Techniker „reklamiert“.
Müller organisierte sich bei den Internationalen Kommunisten Deutschlands (IKD), die vehement gegen jedwede Unterstützung des Krieges eintraten. Am 4. November 1918 gehörte Müller zu den Gründern der IKD-Ortsgruppe Vegesack, die ihn zum Vorsitzenden wählte und ihn am Jahresende 1918 gemeinsam mit dem Genossen Reinicke zum Gründungsparteitag der KPD nach Berlin delegierte.
Nach der militärischen Niederschlagung der Bremer Räterepublik rückten Freikorpsverbände auch in Vegesack ein, so dass Müller als Aktiver der Räterepublik für das Wirtschaftsgebiet Vegesack flüchten musste. Er ging nach Braunschweig, wo er sich der von Heinrich Dorrenbach organisierten Roten Wehr anschloss.
Im September 1919 nahm Müller am zweiten Parteitag der KPD in Heidelberg teil. 1920 wurde er Vorstandsmitglied der KPD in Bremen und war zwei Jahre lang Geschäftsführer der Bremer KPD-Zeitung Der Kommunist. Ende 1921 zog er nach Chemnitz. 
1933 beteiligte sich Müller am Widerstand gegen das Nazi-Regime. Er wurde deshalb am 8. November 1933 verhaftet; es folgte eine Verurteilung zu 14 Monaten Zuchthaus. Nach der Entlassung stand er unter Polizeiaufsicht.
Im Juni 1945 wurde Müller zum KPD-Sekretär in Altchemnitz ernannt; ab 1946 war er dort noch für einige Jahre Vorsitzender der SED-Stadtteilorganisation.

## Schriften (Auswahl)
- Größte Halunken der Geschichte. Ein langer Abschied von der SPD: Erinnerungen eines Bremer Linksradikalen an den Ersten Weltkrieg und den Gründungsparteitag der KPD. In: Vorwärts und nicht vergessen. Erlebnisberichte aktiver Teilnehmer der Novemberrevoltion 1918/19. Dietz-Verlag: Berlin 1958